# The Big Payoff

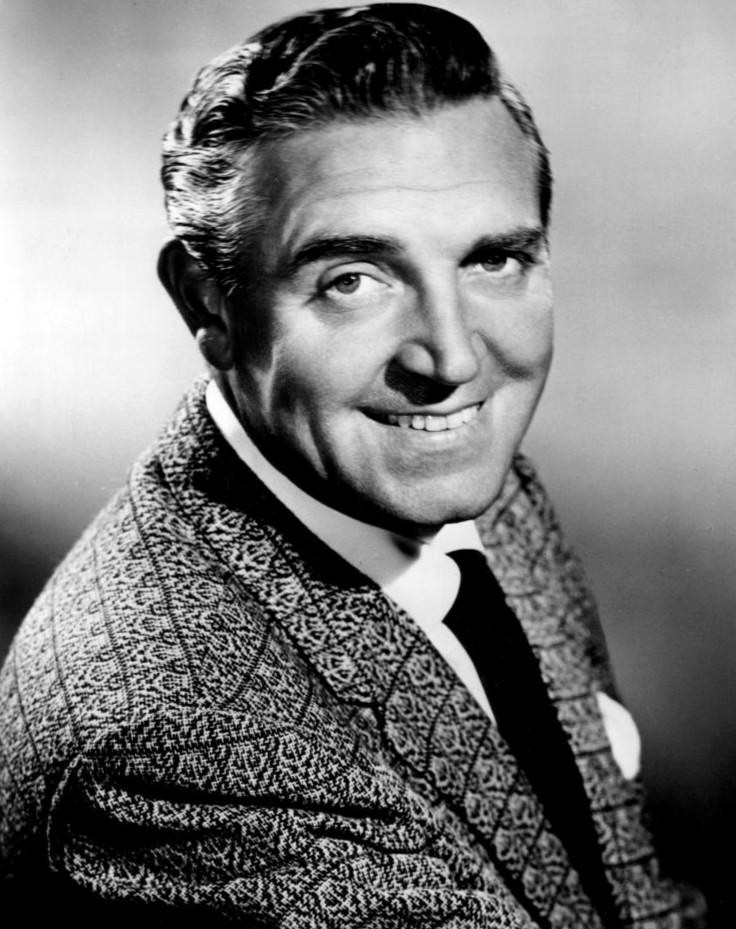
Rober Paige Fue El Actor Americano Que Apareció En Un Episodio De The Big Payoff

The Big Payoff era un programa de concursos emitido en horario diurno y nocturno por la televisión estadounidense. Comenzó en 1951 por NBC, y finalizó sus emisiones a través de una cadena en 1959 por CBS. Tuvo una breve versión sindicalizada en 1962.
Los concursantes eran seleccionados a partir de hombres que enviaron sus cartas explicando porqué sus mujeres merecían los premios. A los hombres se les realizaban cuatro preguntas (entregadas en una bandeja de plata por la modelo Susan Sayers, también conocida como "Question Girl" (En español: "Chica de las preguntas")) con tal de ganar premios como un abrigo o unas vacaciones. A finales de su emisión por cadena, el formato cambió a tres parejas en competencia. Para la versión de 1962, existían sólo dos parejas.
La canción característica era A Pretty Girl is Like a Melody de Irving Berlin, y el auspiciador era Revlon.

## Otros integrantes del elenco
- Modelos: Susan Sayers, Pat Conlon, Nancy Walters, Marion James, Pat Conway, Fran Miller
- Cantantes: Betty Ann Grove, Denise Lor, Judy Lynn